# Josy Holsten
Josy Holsten; eigentlich Josefine Pyro (* 14. Oktober 1897 in Düsseldorf; † 26. November 1963 in Zürich) war eine Schweizer Schauspielerin.

## Leben
Josy Holsten begann ihre Bühnenkarriere 1927 an den Münchner Kammerspielen und war in der Spielzeit 1928/1929 am Stadttheater in Augsburg zu sehen. Seit 1929 spielte sie regelmäßig am Schauspielhaus in Zürich. Ab Ende der 1930er Jahre hatte sie Engagements am Bremer Schauspielhaus und später am Deutschen Theater in Den Haag. Nach der Rückkehr in die Schweiz im Jahr 1944 trat Josy Holsten dort an allen großen Bühnen (unter anderem an dem Schauspielhaus Zürich, der Komödie Basel, dem Stadttheater Luzern und dem Stadttheater St. Gallen) auf. Gelegentlich führten sie in späteren Jahren Gastspiele auch nach Baden-Baden und Berlin (Theater am Kurfürstendamm).
Josy Holsten wirkte zudem in einigen Filmproduktionen mit. Darunter befanden sich 1939 Wie d'Warret würkt von Walter Lesch mit Heinrich Gretler, Hans Rehmann und Emil Hegetschweiler, 1937 Der Mustergatte unter der Regie von Wolfgang Liebeneiner mit Heinz Rühmann, Leny Marenbach und Hans Söhnker und Gewitterflug zu Claudia von Erich Waschneck mit Willy Fritsch, Karl Schönböck und Jutta Freybe.

## Filmografie (Auswahl)
- 1933: Wie d'Warret würkt
- 1937: Der Mustergatte
- 1937: Gewitterflug zu Claudia
- 1939: Mann für Mann